# London Musicians Collective
The London Musicians' Collective (LMC) est une association caritative londonienne destinée à la promotion de la musique contemporaine, expérimentale et improvisée. Depuis sa fondation en 1975, la LMC a organisé des concerts, des festivals, des tournées, a tenu des ateliers et été à l'origine de diverses publications en soutien de la musique expérimentale.
En 2002, le LMC a reçu une autorisation de diffusion radiophonique pour Resonance FM dans le centre de Londres. Le collectif dirige également un magazine, Resonance. 
Le LMC est financé par des donations, les frais d'adhésion de ses membres et les subventions. Il reçoit le soutien du Conseil des Arts du Royaume-Uni et de la PRS Foundation for New Music.

## Sources/Références
- Robert, Philippe, Musiques expérimentales - Une anthologie transversale d'enregistrements emblématiques, Le mot et le reste, Marseille, 2007,  (ISBN 978-2-915378-46-7)

- (en) Cet article est partiellement ou en totalité issu de l’article de Wikipédia en anglais intitulé « London Musicians Collective » (voir la liste des auteurs).